# Fautaua
Fautaua är ett släkte av fjärilar. Fautaua ingår i familjen nattflyn.
Kladogram enligt Catalogue of Life:
| Fautaua | \| \| Fautaua diagonalis \| \| \| \| \| \| Fautaua innupta \| \| \| \| |
|         | \| \| Fautaua diagonalis \| \| \| \| \| \| Fautaua innupta \| \| \| \| |
|         | Fautaua diagonalis                                                     |
|         |                                                                        |
|         | Fautaua innupta                                                        |
|         |                                                                        |